# Cabiao
Cabiao is een gemeente in de Filipijnse provincie Nueva Ecija op het eiland Luzon. Bij de laatste census in 2007 had de gemeente ruim 68 duizend inwoners.

## Geografie

### Bestuurlijke indeling
Cabiao is onderverdeeld in de volgende 23 barangays:
| - Bagong Buhay - Bagong Sikat - Bagong Silang - Concepcion - Entablado - Maligaya - Natividad North - Natividad South - Palasinan - Polilio - San Antonio - San Carlos | - San Fernando Norte - San Fernando Sur - San Gregorio - San Juan North - San Juan South - San Roque - San Vicente - Santa Ines - Santa Isabel - Santa Rita - Sinipit |

## Demografie
Cabiao had bij de census van 2007 een inwoneraantal van 68.382 mensen. Dit zijn 5.758 mensen (9,2%) meer dan bij de vorige census van 2000. De gemiddelde jaarlijkse groei komt daarmee uit op 1,22%, hetgeen lager is dan het landelijk jaarlijks gemiddelde over deze periode (2,04%). Vergeleken met de census van 1995 is het aantal mensen met 12.480 (22,3%) toegenomen.

De bevolkingsdichtheid van Cabiao was ten tijde van de laatste census, met 68.382 inwoners op 111,83 km², 499,9 mensen per km².